# Fantasy-Jahr 1993
Übersicht

◄◄ | ◄ | 1989 | 1990 | 1991 | 1992 | Fantasy-Jahr 1993 | 1994 | 1995 | 1996 | 1997 | ► | ►►

Weitere Ereignisse

## Ereignisse
- 7. Fantasy Filmfest im August des Jahres für jeweils eine Woche in Hamburg sowie in Berlin, Frankfurt am Main und Köln